# Tahu Potiki
 (février 2023).
Tahu Potiki, né le 23 décembre 1966 à Palmerston et mort le 27 août 2019 à Auckland, est un chef maori néo-zélandais qui a été chef exécutif de Te Rūnanga o Ngāi Tahu de 2002 à 2006,.

## Biographie
Tahu Potiki est né le 23 décembre 1966 à Palmerston de Les et Rona Potiki et a grandi à Karitane, devenant une autorité sur l'histoire de son iwi, Ngāi Tahu. Potiki avait été kaiarahi à l'Institut polytechnique de technologie de Christchurch, devenu l'Institut Ara de Canterbury, et président du conseil d'administration de la Ngāi Tahu Development Corporation. Il a également siégé aux conseils de santé de Canterbury et de West Coast. Il est mort à Auckland le 27 août 2019, à l'âge de 52 ans, après avoir reçu un diagnostic de maladie du foie en phase terminale en 2014 et reçu une greffe du foie en 2017.
Le 14 mai 2021, l'astéroïde (101462) Tahupotiki, découvert par l'astronome britannique Ian P. Griffin au Astronaut Memorial Planetarium and Observatory en 1998, a été nommé en mémoire de Tahu Potiki par le groupe de travail sur la nomenclature des petits corps,.